# Hyphydrus parvicollis
Hyphydrus parvicollis är en skalbaggsart som beskrevs av Sharp 1882. Hyphydrus parvicollis ingår i släktet Hyphydrus och familjen dykare. Inga underarter finns listade i Catalogue of Life.